# Deutsche Beachhandball-Meisterschaften 2021/Kader
Die Kaderlisten zu den Deutschen Beachhandball-Meisterschaften 2021 sind eine Unterseite zum Hauptartikel. Auf ihr werden die teilnehmenden Spieler und gegebenenfalls weiterführende Informationen und zusätzliche Angaben etwa zu Trainern und Betreuern gesammelt.

## Frauen

### Beach Bazis Schleissheim
- Franziska Blask
- Julia Brandstädter
- Sophia Dölger
- Belen Gettwart
- Laura Gettwart
- Isabel Kattner
- Leonie Kattner
- Jennifer Köbrich
- Michelle Köbrich
- Katharina Krecken
- Eva Künzel
- Anne Roczen

- Trainer: Gregor Köbrich und Patrick Köbrich

### Beach Chiller Oldenburg
- Cosima Philippsenburg
- Charlotte Mellin
- Maya Jansen
- Anna Fanslau
- Toni-Luisa Reinemann
- Laura Wolf
- Lara Ruppelt
- Mariessa Heyne
- Finja Harms
- Emily Winkler
- Lucy Strauchmann
- Jolina Schallschmidt

- Trainer: Torsten Feickert und Kim Balthazar

### Beach Unicorns Hannover
- Lina Janssen (Torhüterin)
- Katharina Filter (Torhüterin)
- Lisa Ratzsch (Links)
- Lena Seehausen (Links)
- Stephanie Geffert (Rechts)
- Carina Neumann (Kreis)
- Celina Männich (Kreis)
- Svea Kramer (Abwehr)
- Merle Rindfleisch (Abwehr)
- Laura Dewes (Abwehr)
- Liv Süchting (Spezialistin)
- Leonie Neuendorf (Spezialistin)

- Trainer: Dennis Glaser
- Co-Trainer: Maurice Dräger

### BonnBons
- Leslie Caroline Gauglitz (TW)
- Emma Pape (TW)
- Nadja Carazo (Feld)
- Monika Gunkel (Feld)
- Melanie Cronenberg (Feld)
- Ingrid Nanni Weinz (Feld)
- Lena Rutz (Feld)
- Jana Kewitsch (Feld)
- Maj Sagebiel (Feld)

- Trainerin: Cornelia Kewitsch

### Brüder Ismaning
- Magdalena Frey (Torhüterin)
- Kiara Spindler (Torhüterin)
- Antonia Thurner (Torhüterin)
- Kirsten Walter (Links)
- Christine Königsmann (Rechts)
- Franziska Niedermaier (Kreis)
- Lisa Frank (Abwehr)
- Stephanie Degenhardt (Abwehr)
- Helena Lorenz (Abwehr)
- Sarah Irmler (Spezialistin)
- Michelle Schäfer (Spezialistin)

- Trainer: Manfred Königsmann
- Co-Trainerin: Alexandra Müller

### CAIPIranhas Erlangen
- Sabine Stockhorst
- Katharina Blum
- Lisa Heuken
- Sulamith Klein
- Cara Reuthal
- Kaja Erhardt
- Žofia Fialeková
- Tabea Golla
- Adrienn Zsigmond
- Stefanie Frank
- Christina Stockhorst

- Trainerin: Lena Mergner

### Minga Turtles Ismaning
- Anja Kreitczick (Torhüterin)
- Joelle Arno (Torhüterin)
- Anna-Lena Boulouednine
- Cecilie Thenning
- Jana Epple
- Lotta Woch
- Paula Reips
- Julia Drachsler
- Lena Klingler
- Amelie Möllmann
- Lucie-Marie Kretzschmar

### U17-Nationalmannschaft(„Eagles“)
- Marlene Fuchs (HBI Weilimdorf-Feuerbach/TV Möglingen)
- Carmen Berndt (Thüringer HC)
- Carolin Hübner (HSG Würm-Mitte/Die Brüder Ismaning)
- Alina Gaugenrieder (TSV Haunstetten/Die Brüder Ismaning)
- Emma Reinemann (TV Hannover-Badenstedt/Beach Unicorns Hannover)
- Laila Ihlefeldt (SG BBM Bietigheim)
- Kristina Krecken (HSG Würm-Mitte)
- Jette Dudda (Thüringer HC)
- Claire Ramacher (TG Bad-Soden)
- Leni Blessing (Frisch Auf Göppingen)
- Johanna Borrmann (TV Weingarten)
- Ryleene Teodoro (TSV Rudow 1888)

- Nationaltrainer: Frowin Fasold
- Co-Trainerin:  Fernanda Roveta

## Männer

### BHC Beach & Da Gang Münster
- Tobias Geske (Torwart)
- Stefan Mollath (Allrounder)
- Tim Kunz (Allrounder)
- Marc Kunz (Links)
- Felix Ikenmeyer (Kreis)
- Julian Schuster (Kreis / Abwehr)
- Lars Nickel (Abwehr)
- Jonas Höllebrand (Abwehr)
- Timo Herrmann (Abwehr)
- Fritz Scheerer (Abwehr)
- Fabian Frank (Abwehr)
- Sebastian Jacobi (Spezialist)

- Trainer: Tobias Engel

### Beachmopeten Oberursel
- Niklas Weißbrod (Torwart)
- Robert Eichelberg (Torwart)
- Bennet Wienand (Allrounder)
- Niklas Haupt (Allrounder)
- Phil-Lukas Ljubic (Abwehr)
- David Weiss (Flügel)
- Filip Brühl (Flügel)
- Luca Gogolin (Flügel)
- Richard Dissner (Flügel)
- Timo Günther (Kreis)
- Robert Oliver-Avemann (Abwehr)
- Lennart Müller (Abwehr)

- Trainer: Ian Michelson und Giovanni Ilestro

### BHC Sand Devils Minden
- Stefan Goldkuhle (Torwart)
- Clemens Uphues (Torwart)
- Oliver Middel (Torwart)
- Leon Prüßner (Links)
- Thomas Faeseke (Rechts)
- Jörn Wolterink (Kreis)
- Tobias Zeyen (Abwehr)
- Kim-Patrick Kliver (Abwehr)
- Julian Schmälzlein (Abwehr)
- Martin Vilstrup Andersen (Spezialist)
- Sebastian Zeyen (Spezialist)

- Trainer: Markus Südmeier
- Physiotherapeut: Matthias Kranz

### BHT Hurricanes Herrenhausen
- Tobias Spielmann (Torwart)
- Lars Wittlinger (Torwart)
- Yannik Taxis (Allrounder)
- Tim Bodmer (Allrounder)
- Marius Werz (Allrounder)
- Jannis Reich (Allrounder)
- Thomas Grau (Allrounder)
- Dennis Antoni (Links)
- Tim Mäußnest (Links)
- Lukas Mäußnest (Links)
- Moritz Friedel (Rechts)
- Florian Scherer (Abwehr)
- Jan-Philipp Terbeck (Abwehr)
- Jan Schreitmüller (Abwehr)

### Nordlichter Bremen
- Marten Kuhlmann (Torwart)
- Colin Räbiger (Torwart)
- Marten Franke (Allrounder)
- Ragnar Diering (Allrounder)
- Matthew Wollin (Allrounder)
- Kari Klebinger (Rechts)
- Lucas Jachens (Rechts)
- Maurice Dräger (Kreis)
- Leon Grieme (Abwehr)
- Jonas Jochims (Abwehr)
- Hendrik Sander (Spezialist)

### Die Otternasen Bartenbach
- Marian Rascher
- Daniel Mühleisen
- Pascall Rilli
- Marcel Lenz
- Michael Miksch
- Axel Baumeister
- Nicola Rascher
- Patrick Kohl
- Hendrik Prahst
- Gentian Krasniqi

- Trainer: Ralf Rascher und Tobias Gehrke

### SG Schurwald
- Marc Krammer (Torwart)
- Christoph Steen (Torwart)
- John Hötger (Torwart)
- Andreas Schaaf (Links)
- Fabian Kotas (Links/rechts)
- Emil Paulik (Links/rechts)
- Johannes Rebmann (Kreis)
- Robin Brugger (Abwehr)
- Kenneth Eckstein (Abwehr)
- Dominik Rauch (Abwehr)
- Timo Zoller (Abwehr)
- Kim Schmid (Spezialist)

### U17-Nationalmannschaft(„Eagles“)
- Lars Zelser (TSG Münster)
- Lauro Pichiri (TSV Anderten)
- Lennart Liebeck (TSG Münster)
- Noah Duris (HC Bremen)
- Paul Bonnet (HC Bremen)
- Sören Kilp (TSG Münster)
- Philipp Alt (Rhein-Neckar Löwen)
- Björn Ewald (Kadetten Schaffhausen)
- Finn Geils (HC Bremen)
- Mikkel Wandtke (JSG LIT 1912)
- Vincent Wäse (TSG Münster)
- Nick Horstmann (HC Bremen)

- Trainer: Marten Franke und Michael Scholz